# Gamay de Bouze
Le gamay de bouze N est un cépage teinturier français.

## Origine et répartition

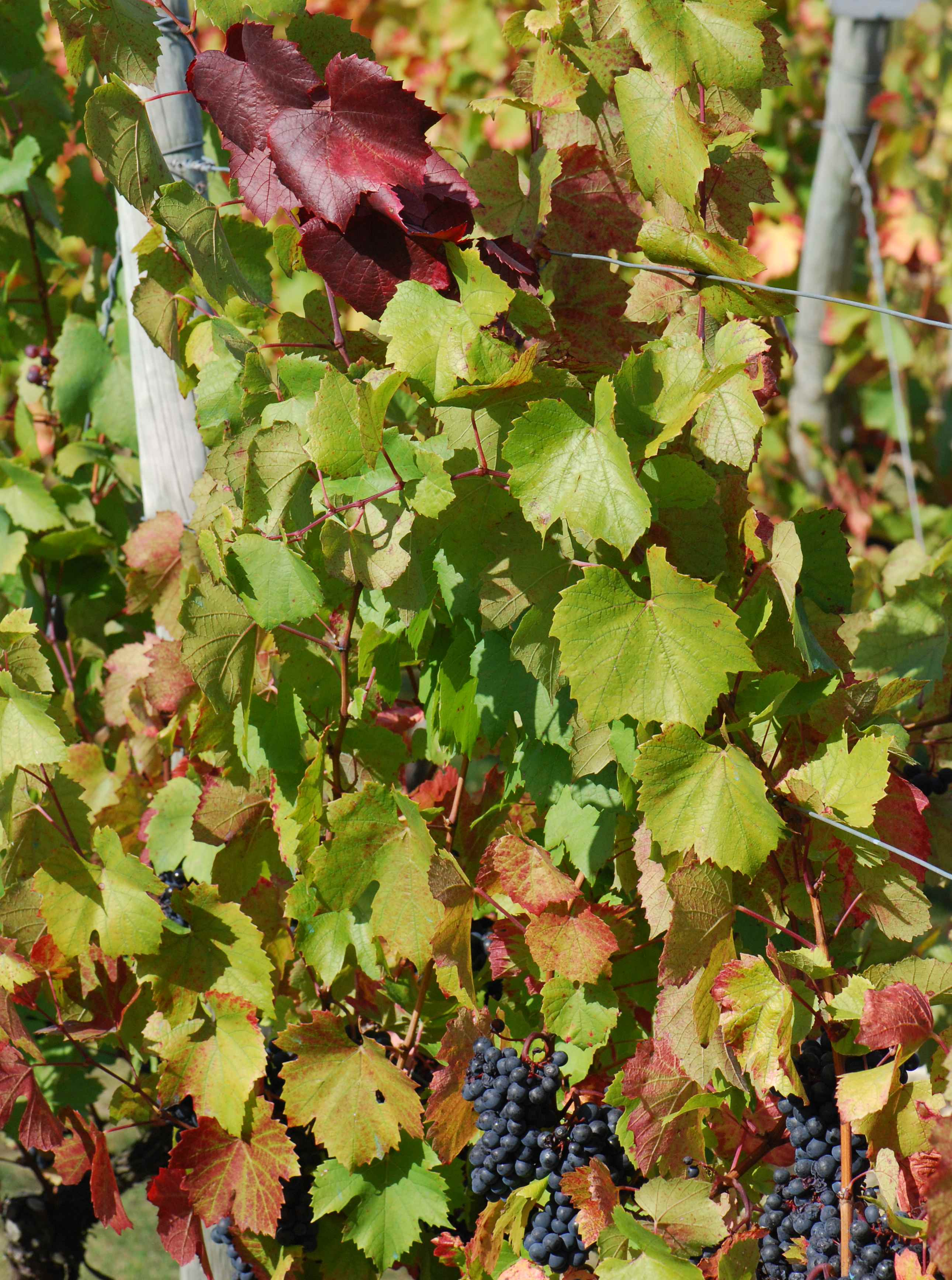
Plants de gamay de Bouze.

Le gamay teinturier de Bouze est une mutation observée par Caumartin en 1832 sur une souche de gamay noir à jus blanc. Il est originaire du village bourguignon de Bouze-lès-Beaune (Côte-d'Or).
Synonymes : rouge de Bouze (côte d'Or), rouge de Couchey (côte d'Or), petit mourot.

## Caractères ampélographiques
- Grappes petites, cylindriques, parfois ailées.
- Baies ovoïdes, noir bleuté, à jus rosé

## Aptitudes
- Débourrement précoce
- Très sensible à la pourriture grise